# Joey Vickery
Joey Vickery, né le 9 juin 1967, à Winnipeg, dans la province du Manitoba, au Canada, est un joueur canadien de basket-ball. Il évolue au poste de meneur.